# Comuna de Nowe
Nowe (polaco: Gmina Nowe) é uma gminy (comuna) na Polónia, na voivodia de Cujávia-Pomerânia e no condado de Świecki. A sede do condado é a cidade de Nowe.
De acordo com os censos de 2007, a comuna tem 10 693 habitantes, com uma densidade 100,5 hab/km².

## Área
Estende-se por uma área de 106,36 km², incluindo:
- área agricola: 59%
- área florestal: 26%

## Demografia
Dados de 30 de Junho 2007:
|                      | Total   | Total | Mulheres | Mulheres | Homens  | Homens |
| -------------------- | ------- | ----- | -------- | -------- | ------- | ------ |
|                      | pessoas | %     | pessoas  | %        | pessoas | %      |
| População            | 10 693  | 100   | 5385     | 50,4     | 5308    | 49,6   |
| Densidade (pop./km²) | 100,5   | 100   | 50,6     | 50,6     | 49,9    | 49,9   |

De acordo com dados de 2005, o rendimento médio per capita ascendia a 1758,18 zł.

## Comunas vizinhas
- Dragacz, Gniew, Grudziądz, Osiek, Sadlinki, Smętowo Graniczne, Warlubie